# Fábio Henrique Pena
1. WEITERLEITUNG Fábio Pena